# Проспект 200-річчя Херсона
Проспект 200-річчя Херсона — проспект у Таврійському мікрорайоні Центральному району міста Херсон. Центральна і головна магістраль мікрорайону.

## Розташування
Починається від вулиці Полковника Кедровського і закінчується Таврійським парком. До проспекту прилучається вулиця Полковника Кедровського. Перетинають проспект: проїзд Баранова-Росіне, вулиці Джона Говарда, Вишнева, Каштанова та 49-ї Херсонської Гвардійської Дивізії.
Протяжність — 2 200 м.

## Будівлі і об'єкти
- буд. 3 —Магазин Зодчий
- буд. 5 — Супермаркет «Billa»
- буд. 8 — Супермаркет «Trash»
- буд. 9 — Ринок «Північний»
- буд. 16 — Відділення «Укрпошта» № 34, відділення банку «Ощадбанк»
- буд. 19 — Спортивна школа «Освіта»
- буд. 25 — Поліклініка № 3 КНП «Херсонська міська клінічна лікарня ім. Є. Є. Карабелеша»
- буд. 28 — Магазин «33м²»
- буд. 30 — Відділення «Нова Пошта» № 7
- буд. 38 — Молодіжний житловий комплекс
- буд. 41А — Відділення банку «Райфайзен Банк Аваль»
- буд. 43 — Відділення «Укрпошта»
- Пам'ятний знак «Три штики»